# عبد الله العيدان
عبد الله العيدان هو لاعب كرة قدم قطري دولي كان يجيد اللعب في خط الدفاع. مثل قطر في كأس آسيا 1984.